# 伊拉克复兴党政权
伊拉克复兴党政权指的是1968年至2003年期间统治伊拉克的政权，使用伊拉克共和国（阿拉伯语：جمهورية العراق）的國號。阿拉伯复兴社会党—伊拉克地区分支是伊拉克在这一时期的唯一合法执政党。由於萨达姆·侯赛因自1979年起的獨裁統治廣為人知，也被称为萨达姆政权。
伊拉克復興黨执政初期，其经济因為石油危機引發的價格上漲迅速腾飞，然而执政后期，因受到多起戰爭引發的國際制裁和薩達姆對內鎮壓的影响，伊拉克不论在社会、政治还是经济等方面都停滞不前。2003年，美国等各国联军发动伊拉克战争，推翻了萨达姆政权。4月21日，联盟驻伊拉克临时管理当局在巴格达成立，标志着復興黨政權在伊拉克的灭亡。

## 歷史
1960年代，發源於敘利亞的阿拉伯復興社會黨通過政變上台後，其伊拉克分支也尋求發動軍事政變。
1968年7月17日，伊拉克将军艾哈迈德·哈桑·贝克尔发动政变，成功推翻总统阿卜杜拉赫曼·阿里夫和总理塔希尔·叶海亚，夺取了政权，之後贝克尔成为伊拉克总统兼总理，萨达姆则是副总统。起初伊拉克和敘利亞兩國考慮合併，但由於兩個復興黨政權的分裂而交惡。
在贝克尔執政期间，伊拉克经济发展迅猛，位居阿拉伯世界之冠。然而伊拉克与伊朗的矛盾以及什叶派穆斯林社群威胁着复兴党政权的稳定。
1979年，伊朗发生什叶派领导的伊斯兰革命。在伊朗的煽动下，伊拉克境内发生什叶派反政府起义。贝克尔以“健康原因”辞职，萨达姆继任总统兼总理，並兼任伊拉克革命指挥委员会主席的职务。伊拉克与伊朗的外交关系因此恶化；而与伊朗的边界纠纷，最终导致了1980年两伊战争的爆发。这场战争持续了七年，而此戰中，伊拉克從美國取得軍備並對付同樣以美製武器武裝的伊朗軍隊，最终于1988年恢复战前状态。
两伊战争结束以后，伊拉克陷入了经济萧条之中，政府欠了数千億美元的外债无法偿还。而这场战争之后，科威特的石油产量稳定增加，使得国际油价大幅下降，更加削弱了伊拉克的经济。为此萨达姆警告科威特，若再令油价下跌，伊拉克就要入侵科威特。最终，伊拉克于1990年8月2日大举入侵科威特，拉开了海湾战争的序幕。伊拉克此举受到联合国和阿拉伯国家联盟的谴责，以美国为首的多国出动部队打击伊拉克，将迫使伊拉克军队自科威特撤出。此后，伊拉克受到联合国的制裁，其经济状况持续恶化。
薩達姆·侯賽因統治下的伊拉克先後與鄰國爆發兩伊戰爭和入侵科威特，同時因為老阿薩德與薩達姆的衝突，此時敘利亞復興黨政權反而站在伊拉克的敵對一方參與衝突。
2001年，美国发生九一一恐怖袭击事件，美国总统乔治·W·布什谈论世界恐怖主义，将伊拉克列为“邪恶轴心”国家之一。2003年，美国等多国部队发动伊拉克战争，推翻萨达姆政权。4月21日，联盟驻伊拉克临时管理当局在巴格达成立，标志着伊拉克复兴党政权的灭亡。